# Enactus
Enactus è un'organizzazione internazionale senza scopo di lucro con sede a Springfield, nel Missouri. Ogni anno organizza l'Enactus World Cup, un concorso di presentazione di progetti di imprenditoria sociale per studenti universitari.
L'evento si tiene ogni anno dal 1975 dopo essere stato istituito dall'avvocato del Texas Robert T. Davis, inizialmente aveva il nome di Students in Free Enterprise o SIFE ("Studenti nella Libera Imprenditoria").
Fanno parte dell'associazione 33 paesi, che ogni anno quindi partecipano al concorso. L'Università Al-Azhar ha vinto il concorso del 2020. A causa della pandemia di COVID-19, l'edizione 2021 del concorso si è svolta virtualmente a ottobre, con la vittoria della 6 October University dell'Egitto. La Coppa del Mondo Enactus 2022 si è tenuta dal 30 ottobre al 2 novembre 2022 a Porto Rico.
L'organizzazione è stata fondata nel 1975 negli Stati Uniti come progetto del National Leadership Institute con il nome di Students In Free Enterprise o SIFE. L'obiettivo era far appassionare gli studenti all'economia di libero mercato e immergerli nel ruolo degli imprenditori e delle aziende all'interno dell'economia di mercato. L'iniziativa, inizialmente attiva solo negli USA, ha visto crescere costantemente il numero di squadre e studenti partecipanti.
Nel 1995, gli studenti in scambio dell'Università del Nebraska-Lincoln hanno gettato le basi per l'espansione globale quando sono tornati dagli Stati Uniti nei loro paesi d'origine. Nell'ottobre 2012 l'organizzazione è stata ribattezzata Enactus dopo un sondaggio tra i membri da parte del consiglio.
Alvin Rohrs è stato CEO per 30 anni, dal 1986 fino al 2016, quando gli è succeduto Rachael Jarosh, che è stato CEO fino a giugno 2021. Robyn Schryer Fehrman, in precedenza direttore della Duke University, è diventata presidente e amministratrice delegata a partire da settembre 2021.
Nel 2021 si contavano 1.730 team Enactus nei college e nelle università di 35 paesi per un totale di circa 500.000 studenti partecipanti.